# Костреша
Костреша је насељено мјесто у општини Пале, Република Српска, БиХ. Према попису становништва из 1991. у насељу је живјело 7 становника.

## Становништво
| Националност       | 1991. | 1981. | 1971. | 1961. |
| Срби               | 6     | 17    | 44    | 63    |
| Југословени        | 1     |       |       |       |
| остали и непознато |       |       |       |       |
| Укупно             | 7     | 17    | 44    | 63    |

| Демографија | Демографија | Демографија |
| Година      | Становника  | Становника  |
| ----------- | ----------- | ----------- |
| 1961.       | 63          |             |
| 1971.       | 44          |             |
| 1981.       | 17          |             |
| 1991.       | 7           |             |

## Култура
Костреша припада парохији у Мокром, Српске православне цркве чије је седиште Црква Успења Пресвете Богородице у Мокром.